# Houba-Brugmann (métro de Bruxelles)
Pour les articles homonymes, voir Brugmann.
Houba-Brugmann /ubabʁygmɑn/ est une station de la ligne 6 du métro de Bruxelles située à Bruxelles, sur la commune de Bruxelles-ville.

## Situation
La station se trouve sous l'avenue Houba-de Strooper et à proximité de l'hôpital Brugmann.
Elle est située entre les stations Heysel et Stuyvenbergh sur la ligne 6.

## Histoire
Station mise en service le 5 juillet 1985.

## Services aux voyageurs

### Accès
Elle dispose de deux accès :
- Accès no 1 : situé sur l'avenue Houba de Strooper (accompagné d'un escalator) ;
- Accès no 2 : situé sur la rue du Heysel (accompagné d'un escalator et d'un ascenseur).

### Quais
La station offre une configuration particulière à deux voies encadrant un unique quai central.

### Intermodalité
La station est desservie par les lignes R40, R41, R50 et R60 du réseau de bus De Lijn et, la nuit, par la ligne N18 du réseau Noctis.

## À proximité
- Hôpital Brugmann (construit par Victor Horta)